# Vinci Construction
Vinci Construction est un groupe français spécialisé dans la construction et le génie civil, les activités historiques du groupe Vinci dont il fait partie. 
Vinci Construction regroupe cinq divisions (Vinci Construction France, Vinci Construction International Network, Division des Grands Projets, Soletanche Freyssinet et Entrepose) et compte plus de 700 sociétés consolidées. 
En 2024, son chiffre d’affaires est de 31 784 millions d’euros. 
Vinci Construction a réalisé plusieurs ouvrages notoires comme la fondation d'entreprise Louis Vuitton, la canopée des Halles, la LGV Sud Europe Atlantique, l'autoroute A86, le Stade de France, l'enceinte de confinement de Tchernobyl, etc.

## Histoire

### Création

Logo de GTM Bâtiment, filiale de Vinci Construction France

Le groupe Vinci trouve ses origines dans le secteur de la construction. L'entreprise la plus âgée du groupe est la Maison Jean et Chabrié créée en 1817 avec pour premier contrat l'éclairage à la chandelle et le chauffage au bois de l'Assemblée nationale. 
Toutefois, le développement de Vinci Construction s'est principalement opéré autour de la Société des Grands travaux de Marseille (GTM) créée en 1891 et de la SGE créée en 1899. 
À partir des années 1980, de profonds remaniements dans le secteur de la construction en France mènent à la fusion GTM/SGE en 2000, donnant naissance au groupe Vinci. 
Les activités de construction du nouveau groupe sont réunies au sein de Vinci Construction. À l'issue de cette fusion, Vinci devient en 1999 le premier constructeur français en chiffre d’affaires,.
| Nom                                           | Création | Description |
| --------------------------------------------- | -------- | --- |
| Sainrapt et Brice                             | 1852     | Consolidations et fondations spéciales. Fusionne avec la SGE en 1981. |
| Dodin                                         | 1865     | Travaux maritimes et fluviaux dans les années 1920. Rejoint le groupe Saint-Gobain en 1983 pour devenir une filiale de la Sogea. |
| Eau et Assainissement (puis Sobea et Sogea)   | 1878     | Génie civil et canalisation. Fusionne avec le pôle BTP de la SGE en 1986. |
| CFE                                           | 1880     | Chantiers de construction du réseau ferroviaire européen, puis acteur mondial de la construction. Racheté par Dumez en 1989. |
| Deschiron                                     | 1885     | Grands ouvrages, puis sidérurgie et l'électricité. Devient filiale à part entière de la SGE rattachée à la Sogea en 1982, puis devient filiale de Campenon Bernard en 1992. |
| Dumez                                         | 1890     | Constructions en béton armé, barrages et chantiers complexes. En 1996, Dumez fusionne avec GTM-Entrepose pour créer l’entité groupe GTM. |
| Société des Grands Travaux de Marseille (GTM) | 1891     | Aménagement du réseau d'égouts de la ville de Marseille, puis se diversifie dans l'électrique, puis dans l'innovation et les ouvrages complexes. Fusionne avec Entrepose en 1982 pour créer GTM-Entrepose, qui fusionne avec Dumez en 1996 pour créer le groupe GTM.                                                              |
| SGE                                           | 1899     | Constructions ferroviaires et électriques, puis génie civil, puis autoroutes. Fusionne en 1982 avec Sainrapt et Brice, puis passe sous le contrôle de Saint-Gobain, de la Compagnie Générale des Eaux qui devient Vivendi, fusionne avec Campenon Bernard et se détache de Vivendi en 1997, pour devenir le groupe Vinci en 2000. |
| Brüggemann                                    | 1899     | Préfabriqué industriel et projets clé en main. Campenon Bernard entre au capital de la société en 1992. |
| Thinet                                        | 1905     | Construction avec un modèle de taylorisation des chantiers de construction. Devient filiale de la SGE en 1965. |
| GTBA                                          | 1907     | Grands travaux en béton armé. Rachetée en 1965 pour intégrer la Sobea, future Sogea. |
| Balency et Schuhl                             | 1909     | Constructions en béton armé. Rachetée en 1965 pour créer la Sobea, future Sogea. |
| Campenon Bernard                              | 1920     | Construction de chemins de fer, bâtiments industriels, routes et aménagements hydrauliques, puis génie civil et réalisation de ponts. Racheté par la Compagnie Générale des Eaux en 1984 pour rejoindre la SGE en 1988 avant de fusionner avec cette dernière en 1997.                                                            |
| Froment Clavier                               | 1922     | Construction de silos à grain en béton armé, puis construction de sites industriels et de logements. Rachat en 1964 par Campenon Bernard et abandon du nom de la société. |
| Caroni                                        | 1925     | Battage de pieux, de palpanches, et travaux de terrassement, puis bâtiments. Rachetée en 1983 par Campenon Bernard. |
| Travaux du Midi                               | 1926     | Construction, essor dans les années 1960. Rejoint GTM en 1934. |
| Entrepose Group                               | 1935     | Conception, réalisation et opération d'infrastructures de production, de transport et de stockage pour l'industrie. Fusionne avec GTM en 1982 pour devenir GTM-Entrepose, qui fusionne avec Dumez en 1997 pour devenir le groupe GTM.                                                                                             |
| CAPAG CETRA                                   | 1938     | Canalisation de grands ouvrages, traversées sous-fluviales, puis centrales thermiques. Fusionne avec Campenon Bernard en 1975. |
| Freyssinet                                    | 1943     | Précontrainte, techniques améliorées de béton armé développées par Eugène Freyssinet. Société créée par Edmon Campenon, fondateur de Campenon Bernard. |
| Sicra                                         | 1944     | Construction de logements et de bâtiments standardisés. Rejoint le groupe SGE en 1954. |
| Chantiers modernes                            | 1946     | Terrassement, puis génie civil. Entrée de Dumez au capital de la société en 1988, devient filiale de GTM Construction. |
| Satom                                         | 1951     | Travaux de bâtiments, forage, génie civil en Afrique. Filiale internationale de Sainrapt et Brice qui fusionne avec la SGE en 1981. |
| Terre Armée                                   | 1968     | Remblais granulaires renforcés, armatures, et systèmes de parement modulaire. |
| Norwest Holst                                 | 1969     | Construction en béton armé, pose de câbles souterrains, génie civil. Prise de contrôle par la SGE en 1991. |
| Entreprises Morillon-Corvol et Courbot (EMCC) | 1971     | Travaux maritimes et portuaires. Devient filiale de la SGE en 1983, puis placée dans le giron de Campenon Bernard. |
| Petit                                         | 1978     | |
| C3B                                           | 1985     | Entreprise de Bâtiment en Bourgogne-Franche-Comté |
| Soletanche Bachy                              | 1997     | Étanchéité et réparation de barrages, de centrales nucléaires, de tunnels, de fondations profondes, de monuments historiques. Rachetée par Vinci en 2007, puis fusion avec Freyssinet en 2009 pour créer Soletanche Freyssinet.                                                                                                   |
| Nuvia                                         | 2007     | Prise en charge globale et spécifique de toutes les opérations sur le cycle de vie des installations nucléaires. |
| Sixense                                       | 2016     | Solutions informatiques et digitales pour la gestion des projets de construction. |
| Sicra                                         |          | |
| Bateg                                         |          | |
| CBC                                           |          | |

### Développement
Le développement de Vinci Construction suit la stratégie de diversification/consolidation observée par le groupe Vinci depuis sa création. En 2007, Vinci Construction réunit ses activités Grands Projets France et International au sein d'une filiale commune. À travers ses différentes sociétés spécialisées, Vinci Construction se positionne parmi les principaux acteurs du BTP dans les pays d'Afrique,. En Asie-Pacifique, Vinci Construction fait l'acquisition de HEB Construction en Nouvelle-Zélande en 2015, et de Seymour Whyte en Australie en 2017.

Vinci Construction est présent sur des projets de grande envergure : le pont Rion-Antirion en Grèce, le plus long tunnel d'Écosse (tunnel de Shieldhall), des autoroutes sur le continent américain avec Cofiroute USA,, les égouts géants à Londres, la Tour Odéon à Monaco, l'enceinte de confinement de Tchernobyl, etc.

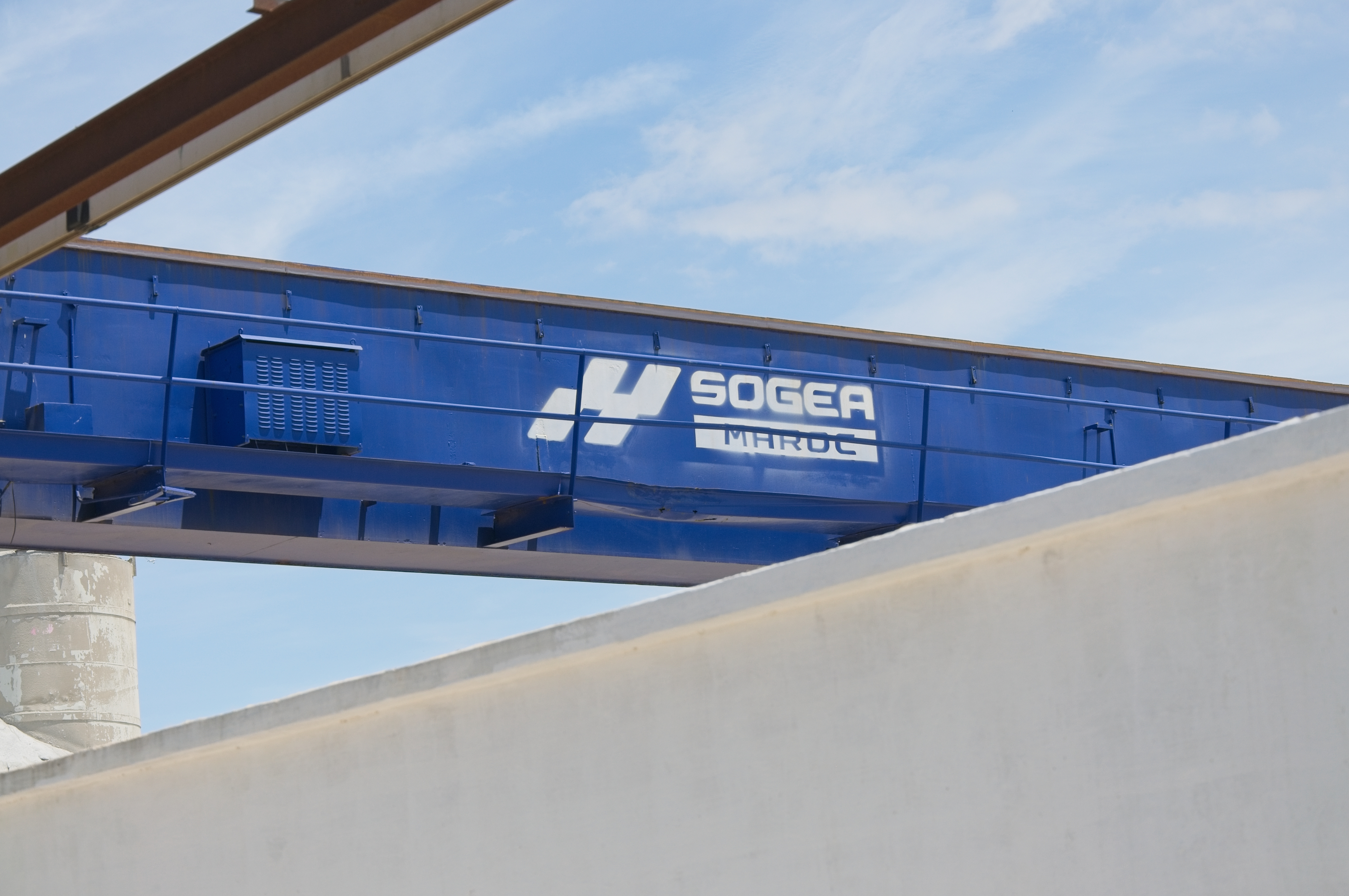
Détail d'un pont roulant Sogea Maroc à sidi Bouknadel

Dans le ferroviaire, Vinci Construction participe à la construction de la LGV Sud Europe Atlantique, le plus important partenariat public-privé (PPP) jamais signé dans le ferroviaire en France et l'un des plus importants projets d'infrastructure en Europe. Il remporte plusieurs contrats de construction de lignes de métro à l'international (Le Caire, Lusail, Santiago, Doha ...) et en France, notamment dans le cadre des travaux du Grand Paris Express.
Le groupe se développe dans les projets portuaires (Kingston, Casablanca, etc.) et crée une entité dédiée à cette activité en septembre 2017.
Après la construction du Stade de France en 1998, Vinci Construction participe à la vague de rénovation des stades français (Le Havre, Le Mans, Bordeaux, Lyon, etc.) en vue de la préparation du championnat d'Europe de football 2016. En 2017, Vinci Construction livre le Paris La Défense Arena, alors la plus grande enceinte modulable d'Europe. En août 2019, Vinci Construction livre le Pont de l'Atlantique au Panama.

## Activités
Filiale spécialisée construction du groupe Vinci, Vinci Construction est lui-même un groupe réunissant plus de 700 sociétés consolidées à travers cinq divisions : Vinci Construction France, Vinci Construction International Network, Division des Grands Projets, Soletanche Freyssinet, Entrepose. 
Basé en France, le groupe Vinci Construction compte 117 000 collaborateurs et réalise un chiffre d'affaires de 31 784 millions d'euros en 2024.
Vinci Construction couvre huit domaines d’activité :
- Bâtiment (immeubles et gratte-ciels)
- Ouvrages fonctionnels (optimisation des équipements urbains)
- Infrastructures de transport (ponts, ferroviaires, autoroutes, aéroports, etc.)
- Infrastructures hydrauliques (barrages, réseaux de distribution, tunnels, stations de pompage, etc.)
- Énergies renouvelables et nucléaires (complexes éoliens, centrales nucléaires, installations géothermiques et hydroélectriques, etc.)
- Infrastructures gazières et pétrolières (valorisation énergétique, pipelines, stockage, process, etc.)
- Infrastructures environnementales (dépollution des sols, valorisation des déchets, etc.)
- Infrastructures minières (routes, tunnels, forages, sondage, cavités, etc.).

## Pollution
À Nanterre, une centrale à béton exploitée par Vinci Construction a déversé pendant au moins un an (de début 2018 à mars 2019) du béton directement dans la Seine.

## Principaux ouvrages
| Photo | Nom                                                  | Type                                         | Lieu              | Attribution | Inauguration |
| ----- | ---------------------------------------------------- | -------------------------------------------- | ----------------- | ----------- | ------------ |
|       | Fondation d'entreprise Louis Vuitton                 | Centre d’exposition d'art                    | Paris, France     | 2007        | 2014         |
|       | Musée des Confluences                                | Construction                                 | Lyon              | 2010        | 2014         |
|       | Canopée des Halles                                   |                                              | Paris             | 2011        | 2016         |
|       | Orchestre symphonique national de la radio polonaise | Construction d’une nouvelle salle de concert | Katowice, Pologne | 2012        | 2014         |
|       | New Covent Garden Market                             | Rénovation du plus grand marché du pays      | Londres           | 2012        | 2022         |

| Photo | Nom                  | Type               | Lieu                   | Attribution | Inauguration |
| ----- | -------------------- | ------------------ | ---------------------- | ----------- | ------------ |
|       | Berjaya Times Square | Double gratte-ciel | Kuala Lumpur, Malaisie | 1995        | 2003         |
|       | Tour Odéon           | Double gratte-ciel | Monaco                 | 2009        | 2015         |
|       | Campus SFR           | Bureaux            | Saint-Denis            | 2011        | 2015         |
|       | Berjaya Central Park | Double gratte-ciel | Kuala Lumpur, Malaisie | 2011        | 2015-2016    |
|       | La Marseillaise      | Gratte-ciel        | Marseille              | 2015        | 2018         |
|       | Tour Trinity         | Gratte-ciel        | Courbevoie             | 2016        | 2019         |
|       | Dubai Creek Tower    | Gratte-ciel        | Dubaï                  | 2016        | 2020         |

| Photo | Nom                                           | Type                                     | Lieu                                                       | Attribution | Inauguration          |
| ----- | --------------------------------------------- | ---------------------------------------- | ---------------------------------------------------------- | ----------- | --------------------- |
|       | Antamina Slurry Pipeline                      | Minéroduc le plus long au monde (300 km) | Mine d'Antamina, Pérou                                     | 2000        | 2001                  |
|       | Pont Rion-Antirion (pont Charílaos Trikoúpis) | Pont à haubans                           | Relie Rion à Antirion                                      | 1996        | 2004                  |
|       | Pont du Clackmannanshire                      |                                          | Écosse                                                     | 2006        | 2008                  |
|       | Pont de l'Amitié Qatar-Bahreïn                | Pont le plus long du monde (40km)        | Relie Bahreïn au Qatar                                     | 2008        | Actuellement suspendu |
|       | Pont Jacques-Chaban-Delmas                    | Pont levant                              | Bordeaux                                                   | 2009        | 2012                  |
|       | Lien fixe du Fehmarn Belt                     | Tunnel immergé de 18km                   | Relie le Danemark et l'Allemagne au niveau du Fehmarn Belt | 2018        | 2024-2029             |
|       | Thames Tideway Tunnel                         | Tunnel géant des égouts (13 km)          | Londres                                                    | 2015        | 2024                  |
|       | Pont de l'Atlantique                          | Au-dessus du canal de Panama, à Colón    | Panama                                                     | 2013        | 2019                  |

| Photo | Nom               | Type                                           | Lieu          | Attribution | Inauguration |
| ----- | ----------------- | ---------------------------------------------- | ------------- | ----------- | ------------ |
|       | A86 et Duplex A86 | Autoroute élargissant le tracé du périphérique | Île-de-France | 1999        | 2011         |
|       | Línea Amarilla    | Autoroute en zone urbaine                      | Lima, Pérou   | 2016        | 2018         |

| Photo | Nom                     | Type                          | Lieu     | Attribution | Inauguration |
| ----- | ----------------------- | ----------------------------- | -------- | ----------- | ------------ |
|       | MMArena                 | Construction du nouveau stade | Le Mans  | 2008        | 2010         |
|       | Stade Océane            | Construction du nouveau stade | Le Havre | 2009        | 2012         |
|       | Allianz Riviera         | Construction du nouveau stade | Nice     | 2010        | 2013         |
|       | Matmut Atlantique       | Construction du nouveau stade | Bordeaux | 2011        | 2015         |
|       | Parc Olympique lyonnais | Construction du nouveau stade | Lyon     | 2011        | 2016         |
|       | Paris La Défense Arena  | Construction du nouveau stade | Nanterre | 2013        | 2017         |

| Photo | Nom                                      | Type                                              | Lieu                   | Attribution | Inauguration |
| ----- | ---------------------------------------- | ------------------------------------------------- | ---------------------- | ----------- | ------------ |
|       | Station de métro Tottenham Court Road    | Rénovation                                        | Londres                | 2011        | 2015         |
|       | Ligne 3 du métro du Caire                | Ligne ferroviaire intra-urbaine                   | Le Caire, Égypte       | 2007        | 2012         |
|       | LGV Sud Europe Atlantique (LGV L'Océane) | 340 kilomètres de tronçon LGV                     | Relie Tours à Bordeaux | 2011        | 2017         |
|       | Métro léger de Lusail                    | Construction d’un nouveau réseau                  | Lusail, Qatar          | 2011        | 2020         |
|       | Lignes 3 et 6 du métro de Santiago       | Construction et maintenance                       | Santiago, Chili        | 2013        | 2017         |
|       | Lignes de métro 12, 14 et 15             | Prolongement dans le cadre du Grand Paris Express | Île-de-France          | 2017        | 2020         |

| Photo | Nom                     | Type       | Lieu    | Attribution | Inauguration |
| ----- | ----------------------- | ---------- | ------- | ----------- | ------------ |
|       | Hôtel Mandarin Oriental | Rénovation | Londres | 2016        | 2018         |

| Photo | Nom                                          | Type                                                                                        | Lieu              | Attribution | Inauguration |
| ----- | -------------------------------------------- | ------------------------------------------------------------------------------------------- | ----------------- | ----------- | ------------ |
|       | Enceinte de confinement de Tchernobyl        | Dispositif de confinement du réacteur no 4 accidenté de la centrale nucléaire de Tchernobyl | Pripiat, Ukraine  | 2007        | 2016         |
|       | Valorisation des terres et sédiments pollués | Construction de la plateforme                                                               | Bruyères-sur-Oise |             | 2015         |
|       | Centrale hydroélectrique de Romanche Gavet   | Construction du plus grand parc hydroélectrique en France                                   | Romanche          | 2010        | 2020         |
|       | Démantèlement de Superphénix[réf. souhaitée] | Démantèlement du réacteur nucléaire                                                         | Creys-Malville    | 2006        | 2030         |

### Pages liées
- Vinci
- Soletanche Freyssinet
- Entrepose Group
- Vinci construction terrassement
- Dodin Campenon-Bernard
- Soletanche Bachy
- Freyssinet
- Sogea
- Satom